# 微笑圖示

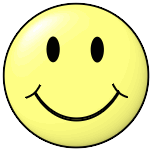
經過多年，充滿代表性的微笑圖示在外形上並沒有重大改變

微笑圖示（英語：smiley），是一种简明的用来表达作者感情的符号。其最常見的代表性圖片是一個笑臉，臉龐大部分塗成黃色。它原本只是网络交流中的一种图片功能，但随着互联网论坛及手机即时通讯软件的普及，已发展成独特的网络文化。

## “笑脸”的發明與代表性
以兩點及一條弧線去表示微笑（或不滿）的表情，最早出現在1953年3月10日紐約先驅報講壇（New York Herald Tribune）20頁，第4至6欄的一則廣告中，該廣告為Leslie Caron主演的電影《莉莉》（Lili）作宣傳，內容如下：
今天
你將會笑 
你將會哭
你將會愛 Lili
这部电影当時在全球公映，因此该则广告也出现在许多报纸上。
微笑圖示是1963年由商業設計師哈维·鲍尔受美國麻薩諸塞州伍斯特市的當地保險公司（State Mutual Life Assurance Company）委託，為了激勵員工，而設計的獎章。他创造出一个带着微笑的黄色纽扣形圆脸，由两个小圆点代表眼睛。虽然也曾经有人想把它作为商标注册，但是在申請成功之前，它便因为落入公有領域而宣告失败。
在近代，微笑圖示通常是幽默的標誌。
在2002年5月，一個美國中西部的炸彈犯人,Luke Helder,嘗試用他的自製鋼管炸彈排出一個巨型笑臉。他設置的首16個炸彈圍成圓形，兩個分別位於內布拉斯加以及伊利諾州與愛荷華州交界的炸彈作為笑臉的眼睛。另外兩個分別設於德州和科羅拉多州的炸彈則顯然是中間微笑的開端。但是，他在完成前被拘捕。

## 大眾娛樂中的微笑圖示

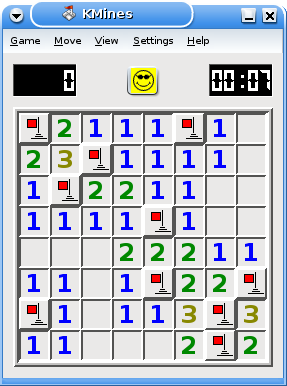
KDE下的扫雷游戏用微笑圖示來反映現在遊戲的情況。

## 外部連結
1. ^ American Dialect Society Mailing List, subject Smiley (March 1953), 2001-10-13
2. ^ Hunt,Judi.(1988年11月15日).Seattle Post-Intelligencer.Article entitled "Ad Man Sad-Faced Over Misuse of Symbol".

- Free Smileys （页面存档备份，存于） - 超過10,000表情符號
- 表情符號 Database
- 123表情符號(超過3000)
- Smileys - 超過25,000表情符號
- Smilies （页面存档备份，存于）
- Emoticons （页面存档备份，存于）